# Peder Clason

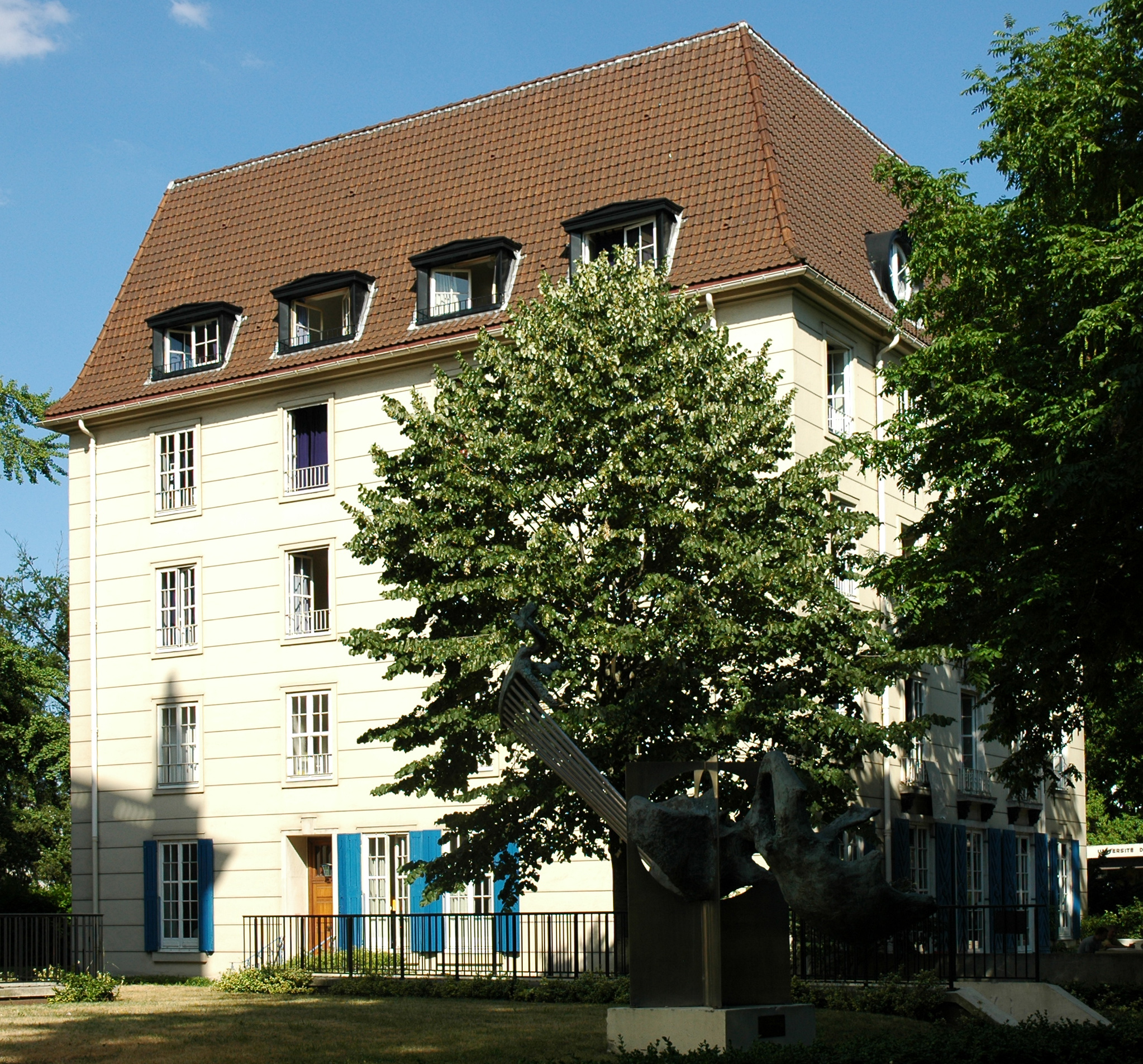
Casa de los Estudiantes Suecos de la Ciudad internacional universitaria de París.

Peder Clason (Estocolmo, 1894 - Rättvik, 1956) fue un arquitecto sueco. Autor del Pabellón de Suecia para la Exposición Internacional de Barcelona (1929), de estilo neoplasticista, que incluía una gran torre denominada “Funkis”, abreviatura de funcionalismo en sueco. Tanto el edificio como la torre se desmontaron después de la Exposición y se reconstruyeron en Berga, donde el pabellón sirvió de escuela hasta la Guerra Civil, siendo derruido el conjunto a principios de la década de los 1960. En la actualidad existe un proyecto para reconstruir la torre junto al Museo Olímpico de Barcelona, cerca de su ubicación original.

## Otras obras
- Casa de los Estudiantes Suecos de la Ciudad internacional universitaria de París (1931).
- Pabellón de Suecia para la Exposición General de primera categoría de Bruselas (1935).